# Dichotomius simplicicornis
Dichotomius simplicicornis là một loài bọ cánh cứng trong họ Bọ hung (Scarabaeidae).